# エセキエル・ポンセ
エセキエル・ポンセ（Ezequiel Ponce, 1997年3月29日 - ）は、アルゼンチン・ロサリオ出身のサッカー選手。ヒューストン・ダイナモ所属。ポジションはフォワード。

## 経歴

### クラブ
地元のニューウェルズで2013年にデビューすると、2015年1月14日にセリエAのASローマへの移籍が決定。移籍決定から半年間はニューウェルズでプレーし、2015年8月31日にASローマに移籍した。移籍金は420万ユーロ、契約期間は5年間。
2016年8月にスペイン・リーガ・エスパニョーラのグラナダにレンタル移籍した。
2017年7月10日にリーグ・アンのリールに買取オプション付きのレンタルで移籍した。
2018年7月19日、AEKアテネFCに買取オプション付きのレンタルで移籍した。
2019年6月21日、FCスパルタク・モスクワと長期契約を締結し完全移籍した。
2022年1月31日、エルチェCFに買取オプション付きのレンタルで移籍した。同年6月1日、エルチェへの完全移籍が発表され、4年契約を交わした。
2023年8月5日、AEKアテネFCに復帰した。
2024年6月17日、ヒューストン・ダイナモに移籍した。

### 代表
U-20アルゼンチン代表として、2017年に韓国で開催されたU-20ワールドカップに出場した。
2021年7月1日、東京オリンピックに出場するU-24アルゼンチン代表メンバーに選出された。